# تنیس ویمبلدون
مسابقات تنیس ویمبلدون مهمترین رویداد از چهار (گرنداسلم) بزرگ ورزش تنیس است که هر سال از دوشنبه پایانی ماه ژوئن تا اولین تعطیلات آخر هفته ماه ژوئیه در حاشیه جنوب غربی لندن برگزار می‌شود. و راجر فدرر با هشت قهرمانی رکورددار این مسابقات است

## تاریخچه
باشگاه تنیس و کروکت انگلستان عهده‌دار برگزاری این بازی‌ها است. تاریخ تأسیس این باشگاه در سال ۱۸۶۸ بوده‌است و بر همین اساس آنها در سال ۱۸۷۰ اولین دوره بازی‌های کریکت را که در این منطقه محبوبیت فراوانی داشته برگزار کرده‌اند.
اما بعد از چند سال بخش تنیس هم به فعالیت‌های باشگاه اضافه شد و کار به آنجا رسید که چند سال بعد نام کراکت از نام اصلی باشگاه حذف شد ولی در سال ۱۸۸۹ و برای گرامیداشت ورزش سنتی اهالی ویمبلدون، دوباره کراکت به نام باشگاه اضافه شد و امروزه نام اصلی آن به همین صورت در همه جا شناخته می‌شود.
اولین دوره ویمبلدون در زمینی در نزدیکی ورپل رود ویمبلدون برگزار شد و فقط بخش مردان برای آن برنامه‌ریزی شده بود. رقابت‌های انفرادی زنان در سال ۱۸۸۴ و بازی‌های دوبل مردان هم در همان سال به ویمبلدون افزوده شد. در سال ۱۹۱۳ هم بخش‌های دونفره زنان و دونفره مختلط را به ویمبلدون اضافه کردند و در سال ۱۹۲۲ بود که بازی‌ها را به مکان فعلی‌اش در نزدیکی‌های چرچ رود منتقل کردند.
اولین قهرمان ویمبلدون (۱۸۷۷) اسپنسر گور بود که با پیروزی بر ویلیام مارشال جام قهرمانی را به دست آورد. اولین قهرمان زن هم مود واتسون بود که در سال ۱۸۸۴ و با پیروزی بر لیلیام واتسون به جام ویمبلدون رسید. راجر فدرر اسطوره سوئیسی تنیس جهان با هشت قهرمانی رکورددار قهرمانی در این رقابتها است.

## مجموعه ورزشی
مجموعه باشگاه در حال حاضر دارای ۱۹ زمین تنیس است که استادیوم اصلی که محل برگزاری مسابقات فینال یک‌نفره و دوبل است هم شامل آن است. این مجموعه زیبای ۱۴ هزار نفری که حتی ۱۵ هزار تماشاچی را هم می‌تواند در خود جای دهد با چمنی زیبا پوشیده شده که معمولاً طی ماه‌های مه تا سپتامبر قابل استفاده‌است.
مسؤولان مجموعه با توجه به ریزش باران که مشتری پر و پا قرص رویدادهای برگزار شده در طول سالیان سال بوده تصمیم گرفتند تا فکری به حال این مشکل کنند و در نتیجه سقف قابل حرکتی طراحی شد که در سال ۲۰۰۹ از آن بهره‌برداری شد. این سقف طی مدت ۱۰ دقیقه می‌تواند باز یا جمع شود. زمین زیبای دیگری هم در این مجموعه وجود دارد که در سال ۱۹۹۷ ساخته شده و نام زمین شماره یک را بر آن نهاده‌اند. زمین یک قابلیت گنجایش ۱۱ هزار و پانصد نفر را دارد و برای میزبانی مسابقات جام دیویس هم از آن استفاده می‌شود. نکته جالب دیگر در مورد باشگاه تنیس ویمبلدون و مجموعه‌اش میزبانی رقابت‌های تنیس المپیک است که در سال ۲۰۱۲ در این مجموعه زیبا و دیدنی برگزار شد.

## قهرمانان
| سال  | قهرمان               | دوم          | سوم         |
| ---- | -------------------- | ------------ | ----------- |
| ۲۰۰۸ | راجر فدرر            | رافائل نادال | مارات سافین |
| ۲۰۰۹ | راجر فدرر            | اندی رادیک   | اندی ماری   |
| ۲۰۱۰ | خوان مارتین دل پوترو | راجر فدرر    |             |
| ۲۰۱۱ | راجر فدرر            | اندی ماری    |             |

## نگارخانه

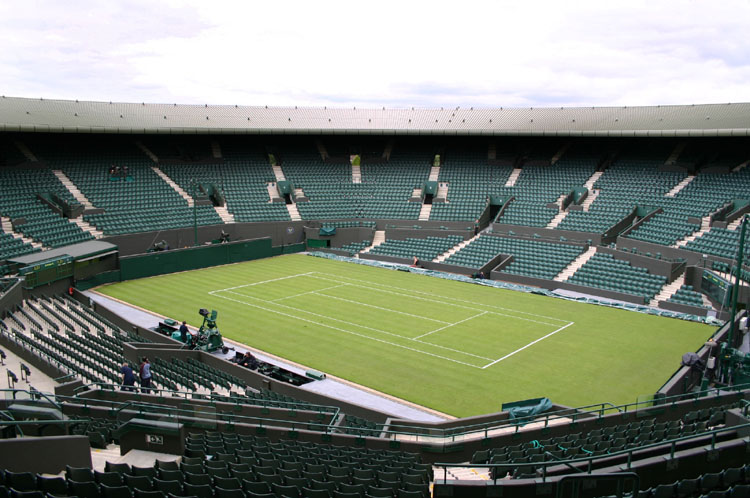
زمین شماره یک مسابقات ویمبلدون
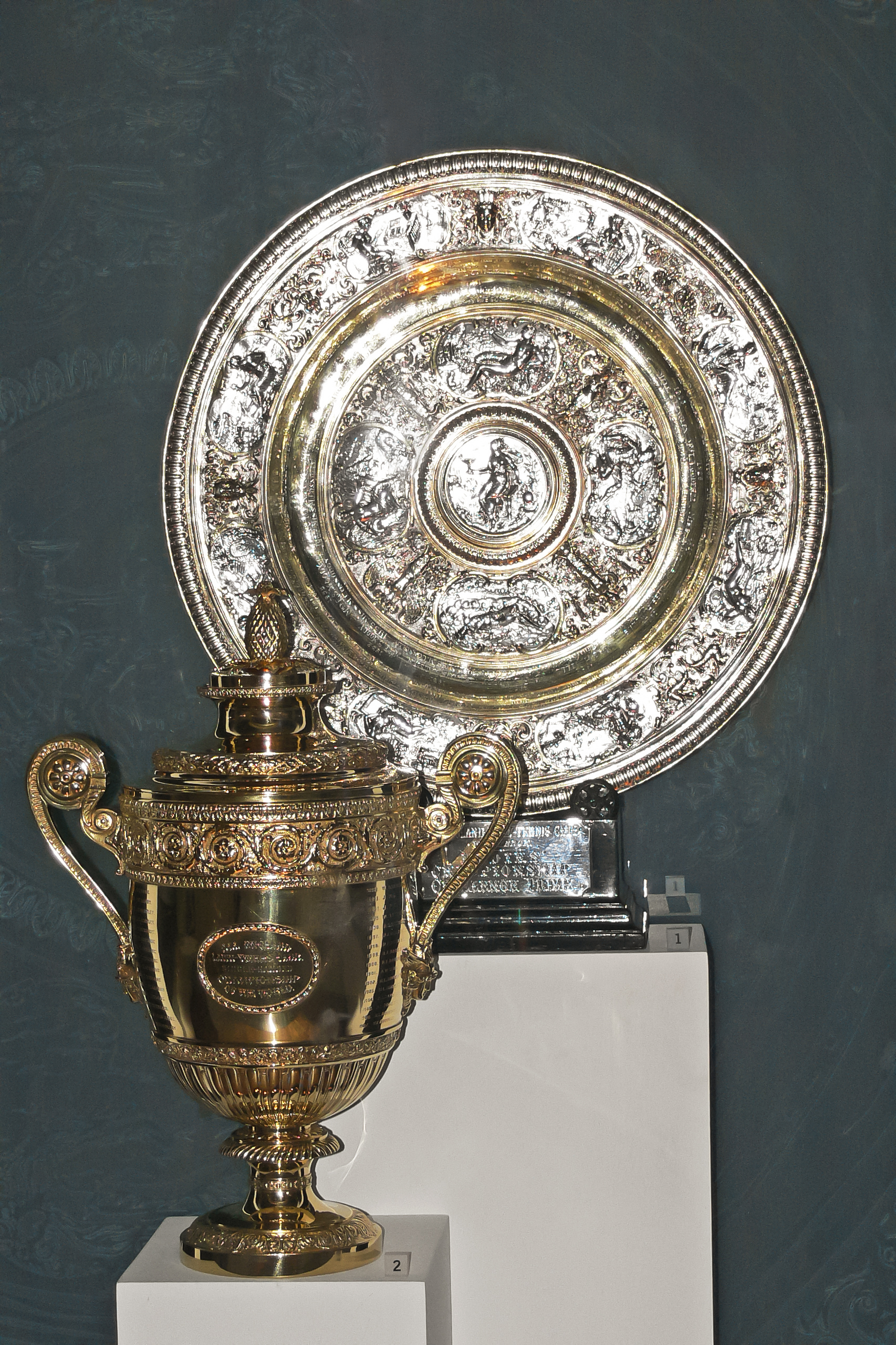
جام مسابقات زنان (بالا) و جام مسابقات مردان(پایین سمت چپ)